# Crazy Joe
Crazy Joe è un film del 1974 diretto da Carlo Lizzani ed ispirato alla vera storia del gangster Joe Gallo, assassinato nel 1972.

## Trama
Joe, mafioso di basso livello tenta insieme al fratello Ritchie di prendere il controllo della famiglia mafiosa Falco, fallendo e finendo in prigione per estorsione. In carcere fa amicizia con alcuni gangster neri; ciò l'aiuterà quando a causa del razzismo scoppierà una rivolta e Joe farà liberare alcune guardie tenute prigioniere. Uscito dopo 10 anni si fa convincere da Don Vittorio ad organizzare l'assassinio del suo amico Vince Coletti divenuto il boss della famiglia che sta attirando troppa attenzione con la sua Lega per i Diritti degli Italo-americani. Joe grazie ai suoi contatti con i neri fa in modo che Vince muoia, ma non otterrà ciò per cui ha lottato tanto finendo ucciso a sua volta in un ristorante a Little Italy mentre festeggia il suo compleanno.

## Raffronti con la realtà
Il protagonista Joe è ispirato a Joseph "Crazy Joe" Gallo che tentò di prendere il controllo della famiglia Colombo negli anni '60. Vince Coletti è un misto tra Carmine Persico detto Il Serpente che tradì Gallo e Anthony Colombo boss della famiglia a cui spararono nel 1971 ma che morì solo nel 1978. Don Vittorio è chiaramente ispirato a Carlo Gambino.

## Produzione
Coprodotto tra Italia e Stati Uniti da Dino De Laurentiis, venne girato interamente a New York.

## Distribuzione
Distribuito nei cinema italiani l'8 febbraio 1974, il film ha incassato complessivamente 628.266.000 lire dell'epoca.
Negli Stati Uniti è uscito il 15 febbraio dello stesso anno.

### Edizioni home video
Il film è inedito in DVD. È uscito in VHS negli anni '80 per la Ricordi e per la Domovideo.

## Accoglienza

### Critica
Scrive Paolo Mereghetti nel suo dizionario: Pur obbedendo alle regole del genere, Lizzani vuole dare spessore alla sua rapida saga gangsteristica raccontando un personaggio che evolve come i tempi. Convincente la lettura della mafia come forza reazionaria.